# Коодыш
Коодыш — река в России, протекает по Кольскому району Мурманской области. Устье реки находится в 7,2 км по правому берегу реки Конья. Длина реки составляет 16 км, площадь водосборного бассейна 91,1 км².

## Данные водного реестра
По данным государственного водного реестра России относится к Баренцево-Беломорскому бассейновому округу, водохозяйственный участок реки — Тулома от Верхнетуломского гидроузла и до устья. Речной бассейн реки — бассейны рек Кольского полуострова, впадает в Баренцево море.
Код объекта в государственном водном реестре — 02010000412101000001249.